# Cantone di Montastruc-la-Conseillère
Il Cantone di Montastruc-la-Conseillère era una divisione amministrativa dell'Arrondissement di Tolosa.
A seguito della riforma approvata con decreto del 13 febbraio 2014, che ha avuto attuazione dopo le elezioni dipartimentali del 2015, è stato soppresso.

## Composizione
Comprendeva 13 comuni:
- Azas
- Bazus
- Bessières
- Buzet-sur-Tarn
- Garidech
- Gémil
- Lapeyrouse-Fossat
- Montastruc-la-Conseillère
- Montjoire
- Montpitol
- Paulhac
- Roquesérière
- Saint-Jean-Lherm